# Alain van Albret

Alain van Albret (?, ca. 1440 — Casteljaloux, oktober 1522), bijgenaamd Alain le Grand (of de Grote), was een Zuid-Frans edelman. Hij was de zoon van Jan I van Albret en van Catharina van Rohan.
Door de erfenis van zijn gemalin Francisca van Châtillon) kon hij in 1481 zijn grondgebied flink uitbreiden, terwijl ook zijn feitelijk gezag nog toenam door het huwelijk (in 1484) van zijn zoon Jan met Catharina van Foix, erfgename van Foix, Béarn en het koninkrijk Navarra.
Hij ondernam zelf pogingen om met hertogin Anna van Bretagne te trouwen, maar deze onttrok zich aan het huwelijk door te vluchten. Puur uit wrok om zijn gekwetste eigenwaan -maar ook niet zonder een fikse vergoeding- leverde hij in 1491 het door hem veroverde Nantes aan de jonge Karel VIII van Frankrijk uit. Hij liet zijn dochter Charlotte in 1494 trouwen met Cesare Borgia. Paus Alexander VI, Cesares vader, benoemde daarna als tegenprestatie Alains zoon Amanieu tot kardinaal. Op die manier verkreeg hij indirect ook het kerkelijke gezag over zijn bezittingen.
Een andere dochter, Louise, trouwde met Karel I van Croÿ, prins van Chimay.

## Nakomelingen
Kinderen uit het huwelijk met Francisca van Châtillon:
- Jan (1469-1516), graaf van Périgord, vanaf 1484 koning iure uxoris van Navarra na zijn huwelijk met koningin Catharina van Navarra
- Gabriel (overleden in 1503), heer van Avesnes-sur-Helpe
- Amanieu van Albret (1478-1520), kardinaal en bisschop van Pamiers, Comminges en Lescar
- Charlotte (1480-1514), huwde in 1500 met Cesare Borgia
- Peter, graaf van Périgord
- Louise (overleden in 1531), burggravin van Limoges, huwde in 1495 met Karel I van Croÿ
- Isabella, huwde in 1494 met graaf Gaston van Foix-Candale

Kinderen uit de relatie met Mariette:
- Louis van Albret
- François van Albret

Kind uit de relatie met Anne de Casteljaloux:
- Louis van Albret, bisschop van Lescar († 1569)

Kinderen uit relaties met onbekende vrouwen:
- Rolet van Albret
- Achille van Albret
- Florette van Albret

- Bibliothèque nationale de France: cb124571511 (data)
- Gemeinsame Normdatei: 122788958
- International Standard Name Identifier: 0000 0000 1267 0328
- Nederlandse Thesaurus van Auteursnamen: 314098429
- Système universitaire de documentation: 033734259
- Virtual International Authority File: 67357095
- WorldCat: E39PBJkttyJVdYjJKJjkBMFVG3